# 1595
1595 је била проста година.

## Догађаји

### Април
- 27. април —  После сузбијања Банатског устанка, Турци Османлије су јавно спалиле мошти Светог Саве на Врачарској висоравни  Спаљивање Савиних моштију је још више Србе учврстило у православној вери и оснажило српски ослободилачки покрет.

### Септембар
- 1. септембар — Битка код Чалковаца

## Рођења

### Јун
- 9. јун —Владислав IV Васа, пољски краљ

## Смрти

### Април
- 25. април — Торквато Тасо, италијански песник. (*1544)